# V като Вендета (филм)
„V като Вендета“ (на английски: V for Vendetta) е американски политически трилър, създаден от братята Уашовски. „V като Вендета“ е разглеждан от много политически групи като алегория на подтисничеството от страна на правителството; либертарианците и анархистите го използват, за да популяризират своите убеждения. Маската на Гай Фокс се превръща в символ, използван като знак на протест срещу тиранията. Филмът е екранизиран по едноименния графичен роман на Алън Мур и е посветен на паметта на оператора Ейдриън Бидъл, който умира през декември 2005 година. Предвидено е да излезе на екраните на 4 ноември 2005 г., но премиерата е отложена за 17 март 2006 г.